# Moskovski zapiski
Moskovski zapiski (latinsko Rerum moscoviticarum commentarii) so knjiga barona Žige Herbersteina iz leta 1549, ki obravnava moskovsko državo 16. stoletja z geografskega, zgodovinskega in etnološkega vidika. Delo je bilo osnovni (in eden redkih) vir podatkov o Moskovski veliki kneževini za Evropejce.
Žiga Herberstein je bil avstrijski diplomat, ki je bil dvakrat – v letih 1517 in 1526 – poslan v Moskovsko veliko kneževino kot veleposlanik. V Vipavi rojeni diplomat je poznal slovenski jezik, zaradi česar se je znašel tudi v drugem slovanskem, rusko govorečem okolju. Zaradi redkih virov o Moskoviji, ki so bili vrh tega večinoma nenatančni, je sam raziskal tamkajšnje okolje.

## Herbersteinova raziskovanja
Herberstein je gojil veliko zanimanje do Moskovske velike kneževine povezanih stvarnosti, zato je obsežno raziskoval tamkajšnjo kulturo in okolje, pomagal pa si je z izpraševanjem domačinov, prebiranjem publikacij ter primerjanjem teh s svojimi opazovanji, saj je množica virov izhajala iz Evrope, in sicer od avtorjev, med katerimi vsi niti niso obiskali Moskovije. Zaradi tega mu je prav prišla tudi stara moskovska književnost. Pri svojem delu naj bi se oprl le na obče potrjene resnice, ki jih je izčrpal iz več virov.

## Vpliv knjige na evropsko znanje
Glede na svoja zajetna opazovanja je Žiga Herberstein lahko napisal prvo nadrobno etnografijo Moskovske velike kneževine, ki je zajemala za tisti čas izredno natančno znanje o gospodarstvu, religiji, politiki in politični kulturi, zgodovini in navadah Moskovske države ter prebivalstva.
Delo je močno vplivalo na evropske nazore o moskovskem svetu. Kljub temu, da so ti obravnavali Moskovsko veliko kneževino kot absolutistično, despotsko monarhijo, je Herbersteinov zapis še bolj poudaril absolutno moč monarhičnega sistema in označil moskovskega samooklicanega carja za vladarja, ki v stopnji nadzora prekaša vse preostale svetovne vladarje. Zraven tega pa je opisal prebivalce te države kot manj naklonjene in predane oblasti, kot so jih v tem označili poprejšnji pisci. Po njegovih opazovanjih in zapiskih sodeč je bila Moskovska kneževina sistem, poln nestabilnosti in političnih trenj, monarhija pa naj bi šele pred kratkim prišla do trdne oblasti. Njen prvi car Ivan III. naj bi po knjigi sodeč bil tiran, ki je rad pijančeval in zatiral ženske ter nikakor vladal pravično in po načelih enakosti. Njegov pohod na oblast je šel preko izgonov celotnih populacij za zatrtje lokalnih vladarjev ter zatiranj prej neodvisnih princev ter plenjenja dobrin kmetom, ki sta ga izvajala plemstvo in vojska.
Delo Rerum moscoviticarum commentarii je bilo prevedeno v več jezikov, med drugim tudi v slovenščino in angleščino.